# Matollar de Maputaland-Pondoland
El matollar de Maputaland-Pondoland és una ecoregió de la zona afrotròpica, definida per WWF, que s'estén pels contraforts meridionals de les muntanyes Drakensberg, a les províncies sud-africanes de KwaZulu-Natal i del Cap Oriental.

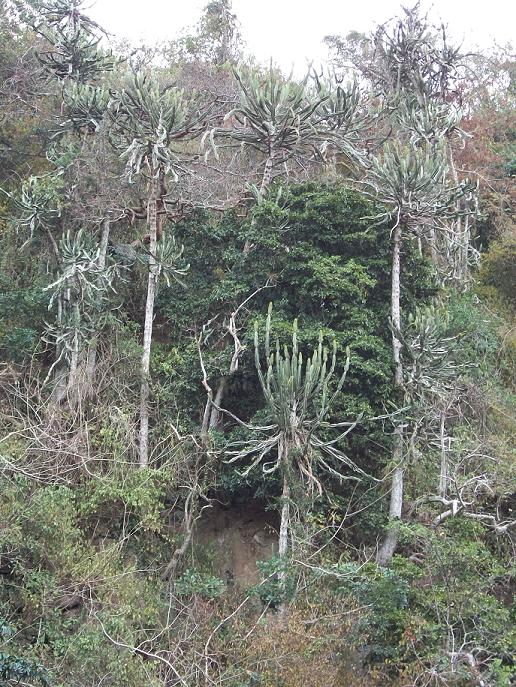
Població d'eufòrbies en l'espadat d'Ilanda Wilds, una petita reserva natural al llarg del riu Amanzimtoti, dintre de l'ecoregió.

## Descripció
El matollar de Maputaland-Pondoland, una ecoregió de Praderies i matollars de muntanya, cobreix una àrea de 19.500 quilòmetres quadrats al llarg dels rius que aboquen les seves aigües en el oceà Índic, amb la selva mosaic costanera de KwaZulu i El Cap a l'est.
A l'oest entra en contacte amb l'ecoregió dels Forests i herbassars montans del Drakensberg.
Al sud, transita cap als matollars punxeguts d'Albany, més secs, caracteritzats per plantes més suculentes i espinoses.
El clima és subtropical sec. Les precipitacions varien entre 450 i 800 mm anuals, dels quals unes tres quartes parts cauen en els mesos càlids d'estiu, entre octubre i març. Les gelades són rares a causa de la influència moderadora de l'oceà Índic.
És una ecoregió de transició entre biomes humits i secs, muntanyencs i de terres baixes, temperats i tropicals, i té una gran diversitat d'espècies, encara que pocs endemismes.

## Flora
La vegetació típica està formada per arbustos esclerofil·les sempre-verds, que s'agrupen en un dens i tancat matoll de fins a sis metres d'altura.

## Fauna
Destaquen les dues espècies africanes de rinoceront, ambdues en perill d'extinció: el rinoceront negre (Diceros bicornis) i el rinoceront blanc (Ceratotherium simum).

## Estat de conservació
En perill crític.
A causa de l'elevada densitat de població humana al llarg de la història, l'ecoregió es troba molt alterada, sobretot a causa de l'agricultura i el pasturatge.

## Protecció
Al voltant del 7,5% de l'ecoregió està inclosa en dotze àrees protegides:
- Reserva del Kudu Andries Vosloo
- Reserva Natural Sam Knott
- Reserva Natural de Double Drift
- Reserva Natural d'Oribi Gorge
- Reserva Natural Thomas Baines